# Antanas Valionis
Antanas Valionis, né le 21 septembre 1950, est un diplomate et homme politique lituanien.

## Biographie
Il a été nommé ministre des Affaires étrangères le 30 octobre 2000, reconfirmé le 5 juillet 2001, puis le 15 décembre 2004.
Valionis a dirigé la délégation lituanienne pour l'adhésion à l'Union européenne (2001-2004). Il a présidé le Comité des ministres du Conseil de l'Europe (2001-2002).
Docteur ès science sociales (sciences politiques) de l'université de Varsovie en 1994, avec une thèse sur la transformation du système politique lituanien en 1988-1993.
Élu au Seimas.
De 1994 à 2000, ambassadeur en Pologne (et de 1996 à 2000, ambassadeur en Bulgarie).

## Distinctions
- Grand-croix de l'ordre de l'Infant Dom Henri